# 第一次ソロモン海戦
第一次ソロモン海戦（だいいちじソロモンかいせん）は、第二次世界大戦（太平洋戦争）時の1942年8月8日 - 9日に日本海軍と連合国軍（アメリカ海軍、オーストラリア海軍）の間で行われた海戦で、連合軍側の呼称はBattle of Savo Island。日本側の戦記でも伊藤正徳の「連合艦隊の栄光」等ではこちらの呼称が使用されている。また、「ツラギ夜襲戦」（もしくは「ツラギ海峡夜襲戦」）とも呼ばれる（例：三輪晁勢 画）。
なお Battle of Savo Island と紛らわしい、日本軍側で｢サボ島沖海戦｣と呼称する海戦のことを連合軍側は「Battle of Cape Esperance」と呼び、第一次ソロモン海戦から2か月後に行われている。

## 背景

### 米海兵隊上陸
日本海軍軍令部はニューカレドニア、フィジー、サモア方面への進出作戦であるFS作戦をたてたが、1942年（昭和17年）6月に発生したミッドウェー海戦における大敗北により、FS作戦は延期された。トラック諸島防衛と失った空母の航空兵力を補うため、日本軍は井上成美中将（第四艦隊司令長官）の進言により、ガダルカナル島にルンガ飛行場を建設し、8月5日に戦闘機30・艦載機30が進出予定、8月15日には1個航空戦隊の収容が可能となるはずだった。実際、第十三設営隊岡村徳長少佐は7月末に一部滑走路が完成すると報告して日本軍戦闘機の進出を要望している。これは「ソロモン諸島・ニューギニア島東部における航空基地獲得設営のための作戦（SN作戦）」の一環だった。またポートモレスビー攻略を行うレ号作戦やリ号作戦を開始しようとしていた。7月26日、第四艦隊は第八艦隊（旗艦鳥海、三川軍一中将）に外南洋方面受持警戒区域の引継ぎを行ったが、井上以下司令部は「米軍は外南洋の島伝いには来ない」と断言した。ラバウルの第八根拠地隊司令官金沢正夫中将も、第八艦隊に井上と同様の見解を示した。
第四艦隊の思い込みとは対照的に、連合国軍は同方面を重要視、ガダルカナル島に日本軍飛行場が建設されれば、アメリカとオーストラリアの連絡を遮断される恐れがあると判断する。連合国軍の絶対防衛圏の死守・ソロモン諸島を奪還するための足場確保・東部ニューギニアの戦いの間接的支援のため、ミッドウェー海戦後にソロモン諸島とサンタクルーズ諸島の奪還と確保が研究された。7月の上旬にはフランク・J・フレッチャー中将指揮の空母3隻（エンタープライズ、サラトガ、ワスプ）、戦艦1隻（ノースカロライナ）、重巡洋艦5隻（ニューオーリンズ、ミネアポリス、ポートランド、サンフランシスコ、ソルトレイクシティ）を基幹とする空母機動部隊、リッチモンド・K・ターナー少将指揮の約19,000名からなる海兵師団と巡洋艦8隻、駆逐艦15隻、掃海艇5隻からなる上陸部隊と支援艦隊がフィジー諸島に集結した。
1942年（昭和17年）8月7日早朝、アメリカ軍海兵隊約3,000名を主力とするアメリカ軍がガダルカナル島および対岸のツラギ島に奇襲上陸した。これに対し、ツラギの日本軍守備隊は偵察部隊の飛行艇隊であった横浜海軍航空隊要員を含めてわずか400名にしか過ぎず、奇襲を受けた日本軍守備隊は0420（4時20分、以下時間は数字表記）に敵を「空母1隻、重巡4隻を含む20隻以上の機動部隊を含む上陸部隊」と通報した上で、この海域の警備を担当するために同年7月14日に新設されたばかりの第八艦隊に至急の救援を要請した。さらに0535には「戦艦1隻、巡洋艦3隻、駆逐艦15隻、輸送船多数」を報告した。だが兵力差は圧倒的であり、0610に駐留していた横浜空司令からの「敵兵力大、最後の一兵まで守る、武運長久を祈る」との打電を最後に連絡は途絶し、守備隊はその日夕刻に玉砕した。これによりフロリダ諸島の戦いは終わった。ほぼ同時刻にガダルカナルにもアメリカ軍が上陸し、飛行場建設のために駐留していたガダルカナル島の日本軍守備隊は、情況連絡する余裕もなくガダルカナル島内陸部西方に撤退した。宇垣纏連合艦隊参謀長は「米軍機動部隊を含めた大部隊が接近していたのに、なぜ現地軍は発見できなかった」と著作中で嘆息している。

### 日本軍の対応
ツラギからの緊急電を受けた日本海軍第八艦隊司令部は「有力なる敵機動部隊および上陸部隊出現」と判断し、ただちに対応を開始した。第八艦隊の神重徳首席参謀と大前敏一参謀は陸軍第一七軍の司令部に飛び込み、寝ていた二見秋三郎参謀長を叩き起こしてアメリカ軍の本格的な上陸部隊による反攻作戦が始まったことを知らせた。第十一航空艦隊参謀高橋大佐は、事態を聞くと、直ちに第二十五航戦司令官山田定義少将と協議し、事の重大性を確認する。基地航空隊で機動部隊を、第八艦隊で残る水上部隊を駆逐し、その後に1個大隊程度の海軍陸戦隊を投入すれば占領された地域を早期に奪回できると考えた。そこでラビ攻撃のために爆装していた第二十五航戦と第四航空隊の合同部隊（一式陸上攻撃機27機）を航空魚雷に換装する時間もなく直ちに発進させ、台南空の零式艦上戦闘機18機と合流させてアメリカ軍上陸部隊の迎撃に向かわせた。この攻撃は飛行距離が長いため、アメリカ軍の迎撃による被害と燃料消費による不時着が予想された。そのため水上機母艦秋津洲、駆逐艦秋風（第十一航空艦隊、第34駆逐隊所属）、追風（第二海上護衛隊、第29駆逐隊所属）、二式大艇が乗員回収のためにツラギ方面へ派遣された。同時に神重徳第八艦隊参謀が発案した殴りこみ作戦が採用され、同艦隊は出撃準備を始めた。これは外南洋部隊指揮官（第八艦隊司令長官三川軍一中将）麾下の重巡洋艦鳥海（第八艦隊旗艦）と、アドミラルティ諸島付近を行動中でツラギからの緊急電によりラバウルに向かって南下していた第六戦隊司令官五藤存知少将率いる第六戦隊の重巡4隻を集め、計5隻でガダルカナル泊地に深夜攻撃をかける作戦であった。
すると、ラバウルにいた第十八戦隊（司令官松山光治少将、東部ニューギニア攻略部隊指揮官）の軽巡洋艦天龍と、第四艦隊（司令長官井上成美中将）隷下の第二海上護衛隊に所属する軽巡洋艦夕張および神風型駆逐艦夕凪（第29駆逐隊）が同行を申し入れてきた。二海護の夕張と第29駆逐隊（追風、夕凪、朝凪、夕月）は、第四艦隊の命令により6月以降ソロモン諸島やニューギニア方面での作戦に従事していた。この3隻は艦齢が古い艦で構成されており、また重巡戦隊に比べて速度も遅く練度も低いため一撃離脱の夜戦には足手まといになるとされ、当初の作戦計画ではラバウルに置いていく予定であった。だが第一八戦隊首席参謀の篠原多磨夫中佐が膝詰談判を行いこれに根負けした三川中将が同行を許可することとなった。但し、本来露払いとして艦隊前衛を務めるべき軽巡・駆逐艦であるこの3隻は夜戦の邪魔にならぬように艦隊最後尾に編入された。
集合した兵力は一度も合同訓練を行ったことがなく、また艦隊の速力を等一にするため実際に艦隊が航行してスクリューの回転数を調整する「回転整合」の余裕もなく、複雑な艦隊行動は不可能だった。特に天龍、夕張、夕凪は急遽参加が決まったため、隊内連絡に使う無線電話の設定が間に合わず、作戦中は直接指示を受けられず苦労することとなる。さらに夕張はスクリュー三軸のうち一軸が故障して30ノットしか出せず、36ノットでツラギ突入するはずだった第八艦隊攻撃計画は修正を余儀なくされた。夕張では、航行不能になった際に乗組員を陸戦隊とするため、軽機関銃や小銃を積み込んでいたほどである。このように不安要素を抱えた艦隊構成だったため、第八艦隊作戦参謀神大佐は出撃前の作戦会議において、もっとも単純な戦法を取ることとして以下のように作戦の要点をまとめ、各部隊指揮官に説明した。
- 第一目標は敵輸送船であること
- 複雑な運動を避けて単縦陣による一航過の襲撃とする
- 翌朝までに敵空母の攻撃圏外に避退すること（ミッドウェーの二の舞を避けるため）
- ソロモン列島間の中央航路を通ってガダルカナル泊地まで進出する

また第八艦隊はガダルカナル、ツラギ奪還のために陸軍第一七軍司令部に陸軍兵力派遣を要請した。だが陸軍は東部ニューギニアのポートモスレビー攻略作戦に向けての準備を進めており、即座の判断が出来なかったため、海軍の申し出を断った。そこで第八艦隊は佐世保鎮守府第五特別陸戦隊、呉鎮守府第三および第五特別陸戦隊から兵員590名をかきあつめ、敷設艦津軽、輸送船明陽丸（5628トン）、砕氷艦（測量艦）宗谷（戦後、南極観測船）、第二一号掃海艇、第一六号駆潜艇、第二四号駆潜艇をもってツラギ方面に投入することにした。
第八艦隊の作戦計画提出を受けた大本営は、あまりにもリスクの高い作戦だとして懸念を表明した。米艦隊の全貌もわからず、第八艦隊のどの艦もガダルカナル周辺で行動したこともなく、航空機の援護は望めず、参加艦艇が統一陣形を組んだことすらなかった。だがミッドウェー海戦の敗北で海軍の士気が低下していることを考慮した山本五十六連合艦隊司令長官は、「連合艦隊の命令ではない」ことを明らかにした上で、出撃計画を承認した。作戦の危険度は参加将兵に共有され、鳥海水雷長は乗艦していた報道班員の丹波文雄に「とても生還できない戦いだから艦を下りた方が良い」とすすめている。
これら作戦計画に沿い、鳥海、夕張、天龍、夕凪の4隻は8月7日午後2時30分、ラバウルを出撃した。午後4時30分頃、第六戦隊（青葉、加古、古鷹、衣笠）と合流し、24ノットでガダルカナルを目指した。出撃直後、ラバウルを空爆した複数のB-17爆撃機に発見された。B-17隊は司令部に「重巡洋艦1隻、軽巡洋艦3隻、駆逐艦1隻」の艦隊が南東へ進んでいることを報告した。米潜水艦S-38は第八艦隊を発見し、司令部に「巡洋艦3隻、駆逐艦2隻」発見電報を発信した。この情報は8月8日午前7時38分に連合国軍艦隊に届いた。

## 戦闘経過

### 日本軍の空襲

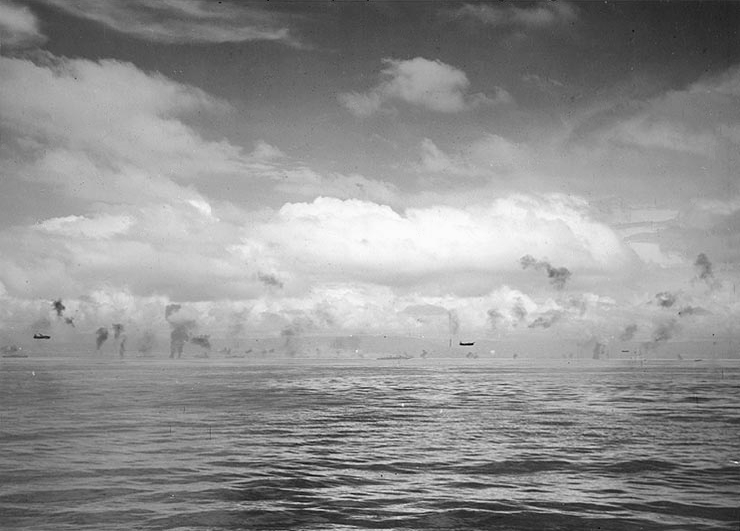
低空飛行で弾幕を潜りアメリカ艦隊に雷撃を試みる一式陸上攻撃機の編隊（8月8日）

第八艦隊の出撃と相前後して、8月7日午前8時頃、ラバウルから敵空母攻撃のために台南空の零式艦上戦闘機（零戦）17機、第二十五航戦の一式陸上攻撃機（一式陸攻）27機、第二航空隊の九九式艦上爆撃機9機が相次いで出撃した。午前11時頃ガダルカナル上空に達したが空母の姿はなく、ツラギ周辺の連合国軍艦船攻撃に移った。しかし、ツラギ上空にはブーゲンビル島監視員からの報告を受けたアメリカ軍戦闘機約60機が待ち受けていた。日本軍第一次攻撃隊は駆逐艦一隻を小破し、戦闘機11機・艦爆1機を撃墜したものの、陸攻5機、零戦2機を喪失する損害を受けた。また、この戦闘で坂井三郎一飛曹が被弾し重傷を負いつつも辛うじてラバウルに帰投している。ただし、日本軍は敵戦闘機48機、爆撃機5、中型機1を撃墜と報告した。第二次攻撃隊の艦爆9機は巡洋艦2隻の大破を報じたが、4機が失われ、残る5機も予定どおりショートランド南東で着水した。アメリカ軍は駆逐艦マグフォードが大破し、急降下爆撃機10機撃墜を報じた。日本軍航空隊は、翌8月8日も零戦15機、陸攻23機でガダルカナル島の連合国軍艦艇に攻撃を仕掛けた。駆逐艦ジャービスを大破、輸送船ジョージ・F・エリオットに陸攻一機が体当たりして船体放棄に追い込むという戦果を挙げるも、陸攻18機未帰還、零戦1機自爆という大損害を被った。ただし、日本軍は7日と8日の戦果を合計し「輸送船9隻、巡洋艦2隻、駆逐艦1隻撃沈。輸送船2隻、巡洋艦3隻撃破」と主張している。
これらの日本軍の航空攻撃は失敗したが、サボ島から120海里離れたサンクリストバル島西端沖にいた米機動部隊指揮官フランク・J・フレッチャー少将は大きな不安を覚えた。フレッチャーは珊瑚海海戦とミッドウェー海戦で指揮下の空母2隻（レキシントン、ヨークタウン）を失っており、今また2日間の戦闘で戦闘機16機、急降下爆撃機1機、偵察機1機を失った。フレッチャーは最初からガダルカナル島上陸作戦に反対であり、事前に海兵隊に対し「上陸開始後二日間で撤退する」と通告していた。さらに、日本軍航空攻撃に「零式艦上戦闘機」が加わっていたことから、日本空母1隻が近海に遊弋（）していると思い込んだ。このためワスプとエンタープライズは存在しない日本空母を捜索しはじめる。8月8日午前8時、ワスプの偵察機がレカタ湾付近で日本軍水上偵察機を撃墜した。フレッチャーは「ミッドウェー海戦」における南雲艦隊と現在の米機動部隊が同じ立場にいる事に危機感を覚え、一旦攻撃圏外に退避することを決断する。南太平洋海軍部隊指揮官R・ゴームリー中将に対して撤退する旨を伝えると、午後4時、上陸船団の上空援護を独断で放棄して南下した。ゴームリーは約4時間遅れてフレッチャーの行動を承認した。米機動部隊の独断撤退は、数々の激戦がフレッチャーの肉体と精神を疲弊させていたためだとされる。制空権を自ら失ったターナー少将と上陸部隊指揮官アレクサンダー・ヴァンデグリフト少将は、警備部隊指揮官クラッチレー少将を重巡洋艦オーストラリアに招き、今後の行動を協議した。

### 第八艦隊突撃準備
進撃していた第八艦隊は一旦ブーゲンビル島東方海面で待機した。8月8日午前4時頃、米空母の位置を探るべく艦載水上偵察機により索敵を開始した。一方第八艦隊の西方海域では、海軍陸戦隊を乗せた第八艦隊輸送船団が午前11時55分の反転命令を受けてラバウルに引き返していた。午後10時45分、米潜水艦S-38(SS-143)の雷撃により明陽丸が撃沈された。輸送船団は163名を救助したが、373名が行方不明となった。輸送船団は8月9日午後、ラバウルに避退した。
午前8-9時ごろ、第八艦隊も連合軍に再び発見された。豪州双発哨戒爆撃機ロッキード・ハドソン（第32飛行隊ビル・シュタッツ軍曹機長）である。敵味方識別信号をおくった哨戒機に対して第八艦隊は対空砲火で返答し、北方に偽装針路をとった。シュタッツ機は、日本軍水上機が艦に収容されるのを見て「巡洋艦3隻、駆逐艦3隻、水上機母艦または砲艦2隻を含む8隻の艦隊」と報告する。そして第八艦隊の水上偵察機を、零戦を水上機に改造した「二式水上戦闘機」と誤認して退避していった。この時鳥海はシュタッツ機が発した無線を傍受したと記録した。シュタッツも電報を平文で繰り返したと証言しているが、この電報は連合軍に共有されなかった。シュタッツ機は緊急報告のために帰路につき、途中ガダルカナル島砲撃に向かう日本軍潜水艦呂三十三型潜水艦と伊号第一二一潜水艦を発見する。司令塔の「日の丸」を確認して爆撃を行ったが、全く損害を与えられなかった。第八艦隊を発見したのはシュタッツ機だけではなく、アメリカ軍マーブ・ウィルマン中尉のハドソン機も発見している。ウィルマンは「重巡洋艦2隻、軽巡洋艦2隻、小型艦1隻」を報告した。ウィルマン機は搭載爆弾で鳥海を攻撃したが、命中しなかった。さらに三番目のロイド・ミルン大尉機も第八艦隊を発見した。
シュタッツ機は午前12時55分にミルン基地に帰投し、紅茶も飲まず直ちに第八艦隊発見を報告した。3機の哨戒機から報告を受けたターナー少将は、シュタッツ機とウィルマン機の報告を比較して水上機母艦2隻が消えていることから、第八艦隊は水上機母艦を分離してラバウルに向かうものと判断する。なお、モリソン著「アメリカ海軍作戦史」では、帰還したシュタッツが紅茶を飲んでのんびりしていたと記述するが、実際には緊急報告が行われた。加えて、シュタッツは紅茶が嫌いだったという。
連合軍哨戒機が去った海で第八艦隊は水偵部隊を回収したが、加古から発進した零式水上偵察機が未帰還となった。三川は敵兵力を「戦艦1隻、甲巡洋艦4隻、駆逐艦7隻、特設空母らしきもの1隻、輸送船15隻」と推定、同時に250海里圏内に敵機動部隊は存在せず空襲を受ける危険はないと判断する。午前11時ごろ、第八艦隊はブーゲンビル水道に向かって進撃を開始し、午後1時30分過ぎに水道を無事通過すると中央航路に突入して行った。この際、鳥海は九四式水上偵察機2機、青葉1号機を対潜水艦警戒のため発進させ、ショートランド基地に向かわせている。午後3時20分、艦隊は水平線上に煤煙を発見して針路を変えるが、これは当時の日本艦艇としては珍しく迷彩を施した水上機母艦「秋津洲」だった。第八艦隊は敵味方の区別がつかず緊張したが、秋津洲の方も第八艦隊を敵艦隊と思い覚悟をきめたという。両者は午後4時30分頃にすれ違った。この時点で第八艦隊司令部は第二十五航戦の「重巡1隻火災、軽巡2隻撃沈、駆逐艦2隻撃沈、輸送船10隻撃沈。輸送船1隻火災」という誤報戦果を受取った。さらに米空母の所在が不明なこと、米輸送船団がガダルカナル島沖にいるという情報を得た。そこで夜戦に関する詳細な戦闘要領を以下のように決定、各艦に通達した。
- サボ島南側から突入しルンガ沖の主敵を雷撃後、ツラギ沖の敵を砲雷撃した後、サボ島北側から離脱する。
- 突入は一航過とし、出来る限り速やかに空襲圏外に離脱する。
- 突入時刻はを2330以前とし、翌日出時（0440）にはサボ島の120浬圏外に避退する。
- 狭隘な水道内戦闘であるので混乱防止のために各艦距離1200メートルの単縦陣とし、反転突入は全く考慮しない
- 使用速力は燃料消費率も考慮し26ノットとする。
- 水偵をガダルカナル泊地に3機、ツラギ港外に1機進出させ吊光弾による背景照明を実施する。
- 敵味方識別のためマスト両舷に白色吹流を掲げる
- 右舷側への雷撃が多いと思われるので予備魚雷は全て右舷側に移すこと。

これらを伝え終えたうえで、日没後（16時30分）三川長官は以下のように戦闘前訓辞を発する。
日本海軍第八艦隊は、重巡鳥海を旗艦として先頭に立て、同じく重巡青葉、加古、古鷹、衣笠、軽巡天龍、夕張、駆逐艦夕凪の順に航行し、16ノットに増速して一路ガダルカナル泊地を目指した。各艦の距離が1.2kmのため、縦列陣形は前後に延びた。17時00分、青葉偵察機より輸送船6隻炎上中との報告が入る。第八艦隊各艦は激戦に備え、航空燃料や爆雷を投棄した。更にニュージョージア島を通過した午後9時頃、照明隊の水偵を各艦から発進させた。誰もが今夜こそ戦艦を沈めるのだと興奮していたという。
泊地突入を行なった艦艇は以下の通りである。
- 第八艦隊 司令長官：三川軍一中将（外南洋部隊指揮官）
  - 重巡洋艦：鳥海
- 第六戦隊 司令官：五藤存知少将
  - 重巡洋艦：青葉、衣笠、加古、古鷹
- 第十八戦隊 司令官：松山光治少将
  - 軽巡洋艦：天龍
- 第二海上護衛隊[15]
  - 軽巡洋艦：夕張
  - 第二九駆逐隊
    - 駆逐艦：夕凪

### アメリカ軍の動向

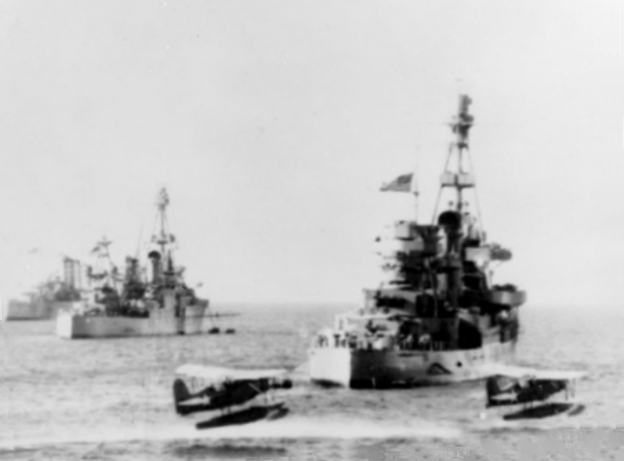
オーストラリアブリスベーン港で撮られたキャンベラ（左）、シカゴ（中央）、ソルトレイクシティ（右）。

アメリカ軍の上陸部隊はその物資揚陸に手間取っており、どんなに急いでも9日早朝までかかる見込みであった。この輸送船団を護衛するために米水上部隊は以下の三群に分かれて泊地の3つの出入り口で警戒配備についていた。
- 第62任務部隊（リッチモンド・K・ターナー少将〈米〉）部隊司令官
  - 南方部隊（V・A・C・クラッチレー少将〈英、水上部隊指揮官〉）サボ島とガ島の間の南水道警備
    - 重巡オーストラリア（豪）、キャンベラ（豪）、シカゴ（米）
    - 駆逐艦パターソン（米）、バッグレイ（米）

  - 北方部隊（フレデリック・F・リーフコール大佐〈米〉）サボ島とフロリダ島の間の北水道警備
    - 重巡ヴィンセンス（米）、クインシー（米）、アストリア（米）(3隻ともニューオーリンズ級重巡洋艦)
    - 駆逐艦ヘルム（米）、ウィルソン（米）

  - 東方部隊（ノーマン・スコット少将〈米〉）ツラギ島東方とガ島の間のシーラーク水道警備
    - 軽巡サン・ファン（米）、ホバート（豪）
    - 駆逐艦モンセン（米）、ブキャナン（米）

  - 哨戒隊：駆逐艦ラルフ・タルボット（米）、ブルー（米）サボ島南北水道外側に一隻ずつ前程哨戒配備。

連合軍の戦力は第八艦隊を圧倒的に上回っていたが、夜を徹して行なわれている物資揚陸作業と、日中の空襲により36時間にわたって戦闘配置が続けられており、乗員の疲労は厳しかった。また、8日午前中にブーゲンビル島近海で哨戒機3機が発見した日本艦隊について連合軍に三通の情報がもたらされたが、「ラバウルへ向かう」或いは「島嶼間の移動」と判断され、対策を怠った。空母エンタープライズとワスプでは、第八艦隊を攻撃するかどうかで議論が起こった。
当時、南方部隊旗艦オーストラリアでは、水上部隊指揮官クラッチレー少将がターナー司令官と上陸部隊指揮官バンデグリフト少将と作戦会議を行なうためにツラギ港外の旗艦輸送船マーコレーに向かっており、第八艦隊突入時は戦列から離れていた。そのためクラッチレー少将に代わり、一時的に米重巡シカゴ艦長ハワード・D・ボード大佐が南方部隊の指揮を取っていた。しかしクラッチレー少将は統一指揮権を誰にも移譲せぬまま戦列を離れており、これが後に連合軍の情報共有の欠如として現れることとなる。
連合軍指揮官達は、第八艦隊を迎撃するために米･豪州艦隊を派遣する案を早々に放棄した。輸送船団が丸裸になるからである。更にターナー司令官は上述の偵察機の情報より日本艦隊はガダルカナル島ではなく水上機基地建設のためイザベル島に向かっていると判断しており、万が一日本艦隊が突入してきても護衛部隊で撃退できるであろうと楽観していた。これにより、作戦会議の議題はフレッチャーの機動部隊の離脱により上空援護のなくなってしまったこの泊地での揚陸作業を如何に早く終わらせるかということに集中していた。9日朝に予想される輸送船団の撤収後、水上部隊で迎撃する案が検討されたが、ターナーは日本艦隊に関する情報が得られるまで決定を先のばしにした。「恐怖のターナー」「米海軍のパットン将軍」と渾名されたターナーにしては珍しい決定だった。

### 日本軍泊地突入

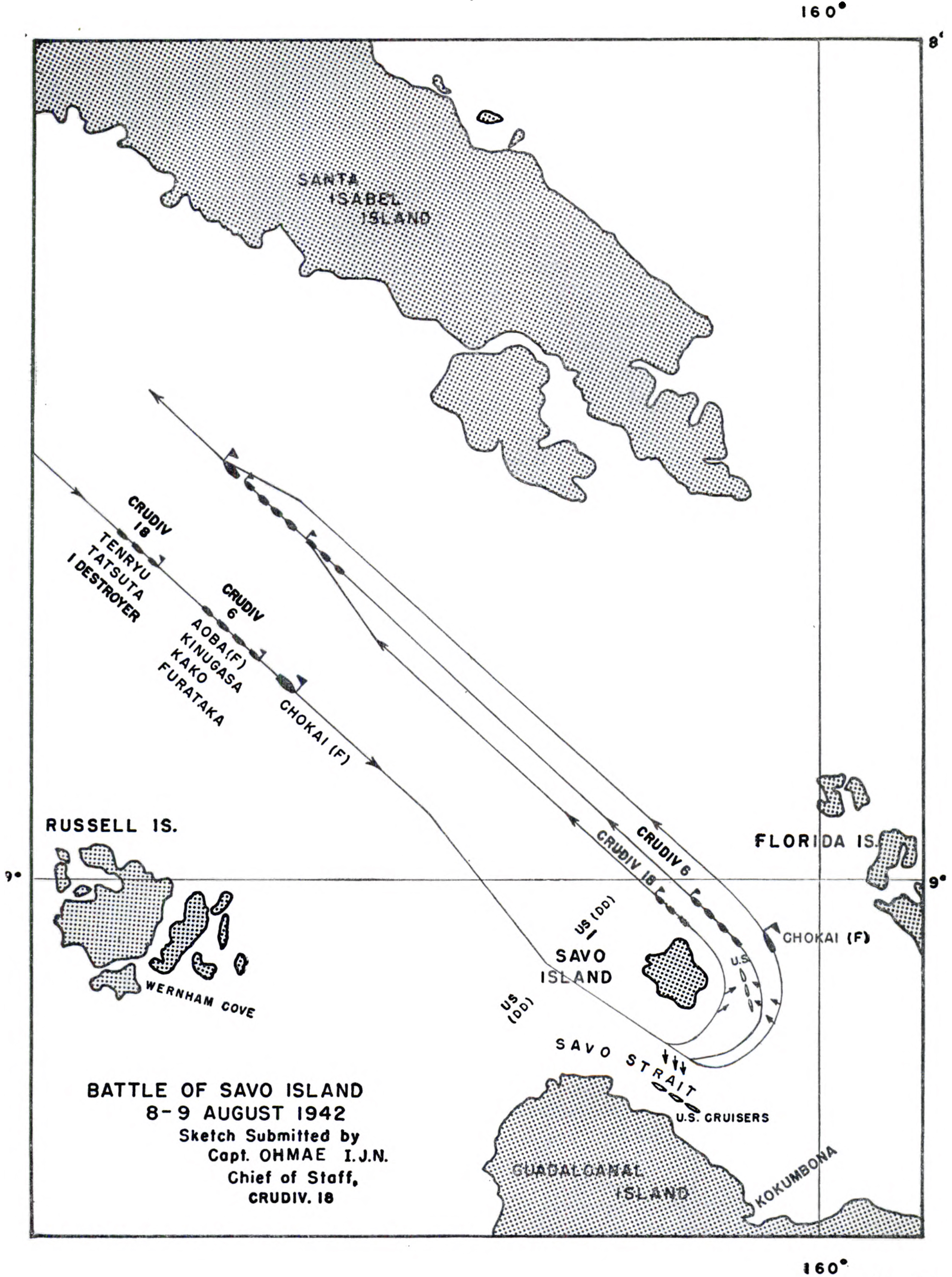
日本海軍艦隊の侵入路

この日の月出は日付変更後0159で、夜戦当夜は暗闇だった。午後10時20分、鳥海の偵察機がサボ島南に軽巡洋艦3隻確認と報告する。鳥海の偵察機はガダルカナル泊地に輸送船20隻、加古の偵察機はツラギ泊地に輸送船10隻を確認したが、母艦に確認したかは不明。午後10時40分、第八艦隊はサボ島南方水道に突入を始めた。午後10時43分、旗艦鳥海見張員が右舷側距離9000mに敵艦を発見、直ちに三川長官が「戦闘」を下令する。この発見した敵艦は連合軍哨戒隊の駆逐艦ブルーであった。しかし、ブルーでは装備していたレーダーが島影による電波の乱反射により、役に立っていなかった。ブルーは第八艦隊に気付かず、また僚艦のラルフ・タルボットと誤認し、遠ざかっていった。直後に今度は左舷前方に敵艦が現れた。これは同じく哨戒隊の駆逐艦ラルフ・タルボットで、同艦も第八艦隊に気付かず遠ざかっていった。この2艦は第八艦隊突入前の午後9時45分頃、ガ島泊地へ向けて低空で飛び去る敵味方不明の水偵1機を目撃して全艦隊へ警報を発していたが、応答はなかった。サンフアンはレーダーで水偵を探知したが、飛行機と船の区別がつかず、行動を起こさなかった。キャンベラは飛行機の爆音を聞いたが、味方機と間違えた。唯一副長が起きて、艦の見張り所に入ったヴィンセンスも同様であり、艦長は休憩室に下がった。突入当時の天候は曇、東南東の風5m、視程10kmであったという。
サボ島南方に到達した午後11時30分頃、三川長官により「全軍突撃せよ」が下令され全艦一斉に襲撃運動に入った。この下令直後、鳥海の見張員が左舷約15,000mに駆逐艦ジャービスを発見した（鳥海はアキリーズ型軽巡洋艦と誤認）。ジャービスは日中の空襲で大破し、退避中だった。午後11時38分、鳥海と古鷹は各艦魚雷4本を発射したが命中しなかった。ジャービスは日本艦隊に気付かず去った。

### 夜戦（連合国軍南方部隊壊滅）

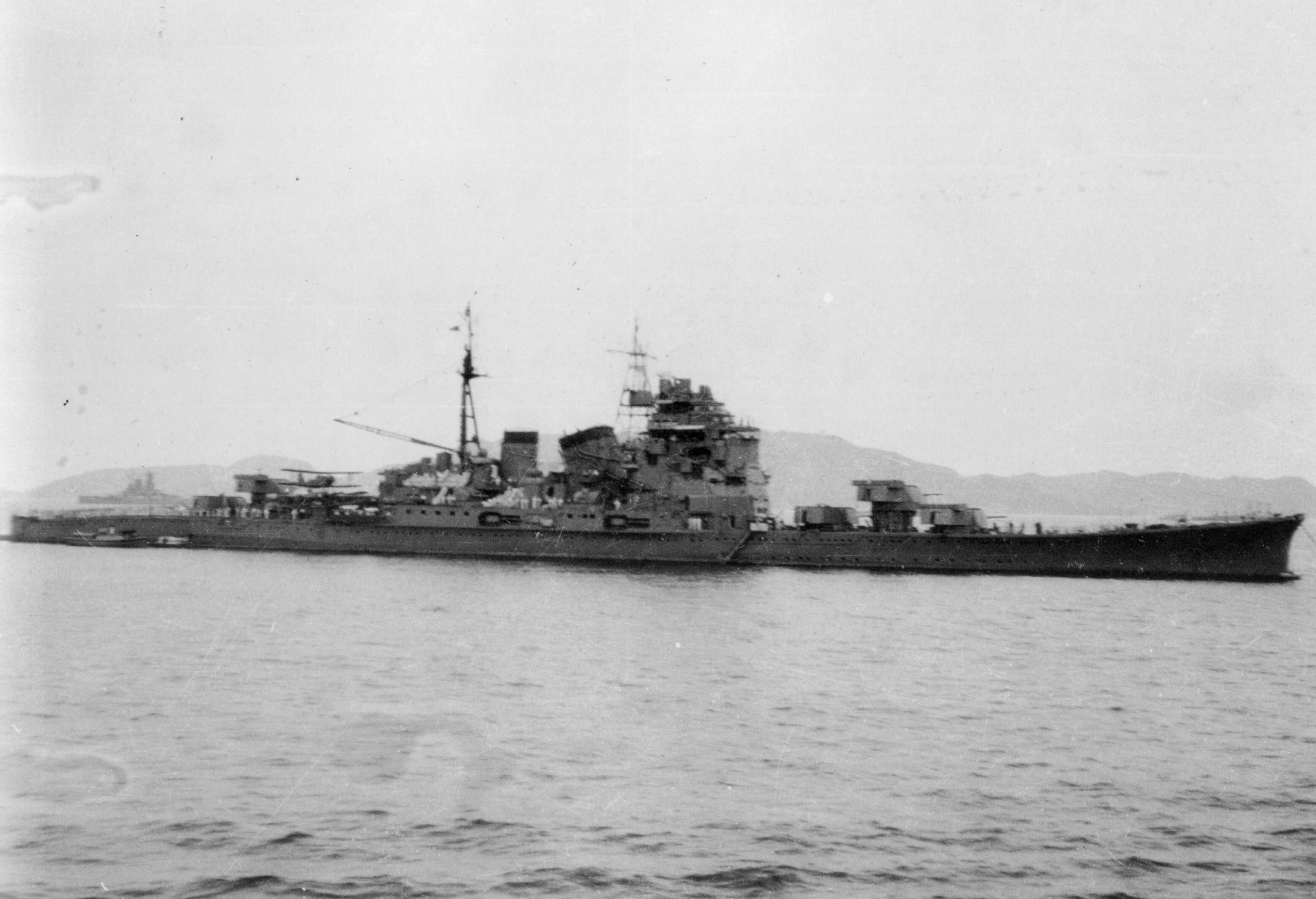
日本軍第八艦隊旗艦鳥海

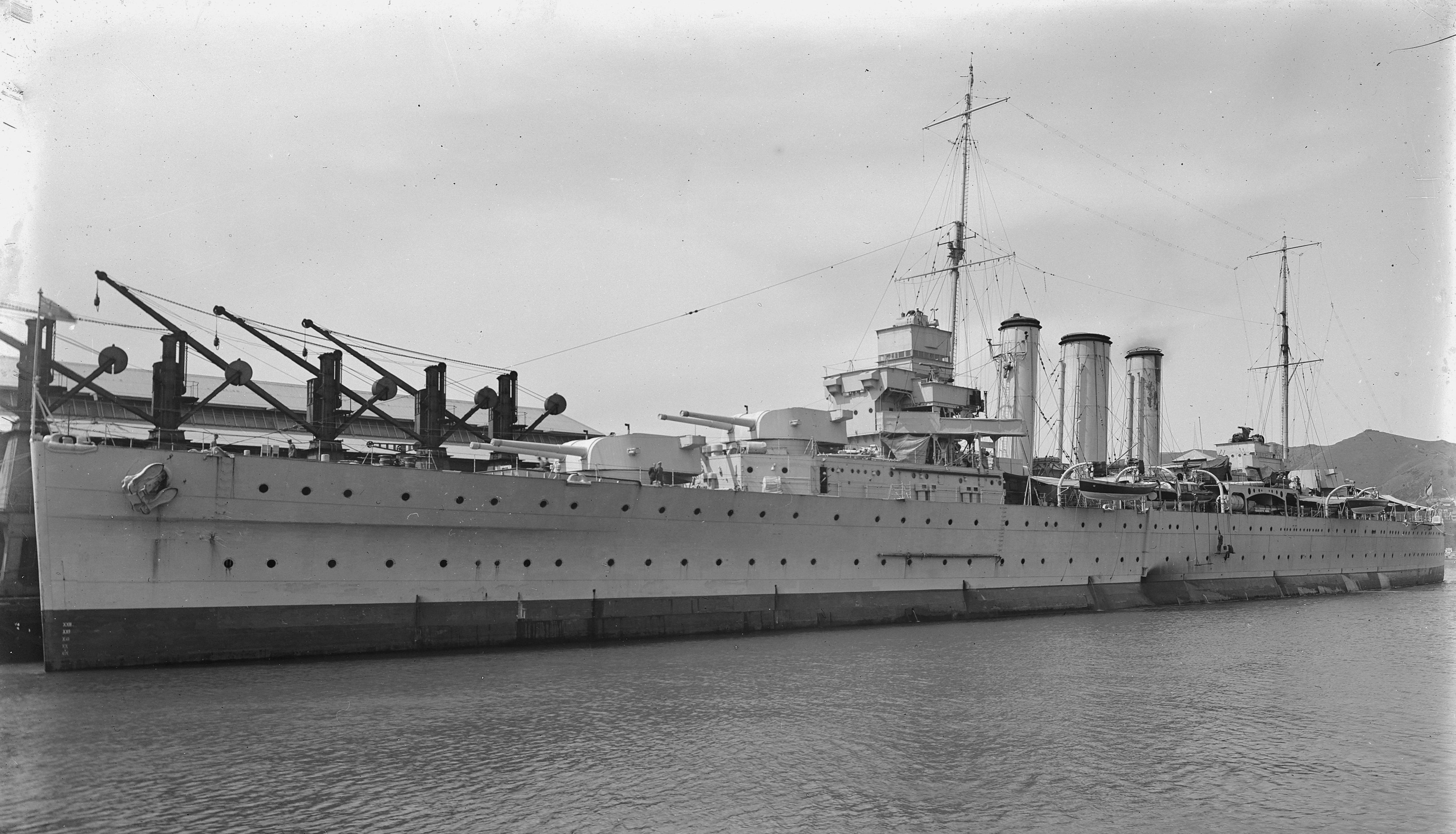
連合国軍重巡洋艦キャンベラ

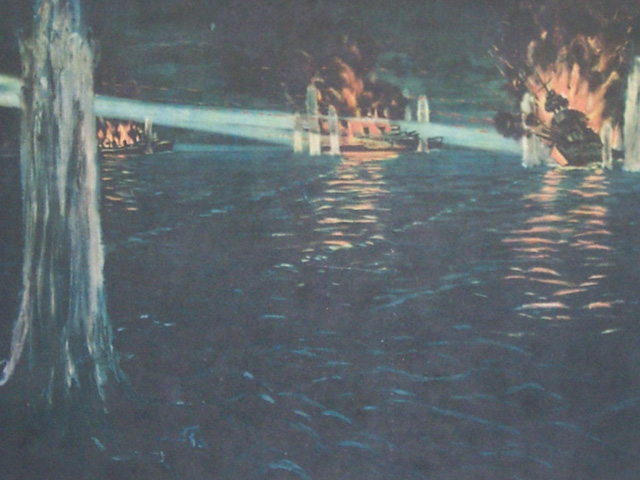
第一次ソロモン海戦の再現画。

駆逐艦ジャービスに対する雷撃に失敗した日本軍第八艦隊は、この発射直後、右舷方向に戦艦1隻（誤認）、巡洋艦2-3隻を発見した。三川は午後11時43分、水偵に命じて吊光弾による背景照明を行なわせた。そして午後11時47分、先頭艦の豪重巡キャンベラに向けて鳥海が距離3,700mで魚雷を4本発射したのを始めとして各艦が魚雷を発射、命中を確認する（第八艦隊は轟沈と誤認）。この攻撃より、本格的な夜戦が始まる。後続の重巡4隻もキャンベラと米重巡シカゴ、これらに随伴していた米駆逐艦パターソンに向けて砲雷撃を開始していた。日本艦隊は主砲に加えて高角砲と25㎜機銃の水平射撃を行い、キャンベラとシカゴを圧倒した。ただし、鳥海艦橋にいた大西新蔵第八艦隊参謀長は、魚雷頭部の爆発尖が鋭敏に調整されていたため、何本かは誤作動を起こして自爆した可能性を指摘している。
一方でアメリカ軍はパターソンが接近する第八艦隊を発見、直ちに警報を全軍に送るとともに照明弾を打ち上げ主砲により応戦を開始した。しかし間もなく天龍の探照灯射撃を受け、艦橋、第3、4砲塔に命中弾を受けた。艦長が戦死し中破したパターソンは戦列を離脱していった。パターソンは最上型重巡洋艦、神通型巡洋艦、香取型練習巡洋艦と交戦したと報告したが、実際は古鷹、天龍、夕張だった。この際、夕張に反撃し命中弾を与えている。古鷹と天龍もパターソンを撃沈したと思い込んだ。
キャンベラはパターソンの警報により即座に「総員戦闘配置」が下令されたが、この配置が完了する前に第八艦隊が放った魚雷2本が命中する。息つく暇もなく20センチ砲弾を雨霰と浴びせられ、僅か3分間で2本の魚雷と28発の20センチ砲弾を浴びて航行不能に陥った。搭載航空機も炎上した。艦長は致命傷を負い、治療を断って部下の救助を優先させた。シカゴも警報と同時に対応を始め、少なくとも2本の魚雷を回避し、艦首と右舷に照明弾を発射した。さらに探照灯照射を行ったところ、左舷艦首に魚雷1本が命中。直径5mの大穴が空いて浸水が始まると続いて砲撃を浴びせられ、艦上構造物が破壊されていった。別の魚雷1発が右舷に命中したが、これは不発だった。シカゴは25ノットを発揮してスコールの中に逃げ込んだ。
随伴の米駆逐艦バッグレイは敵発見と同時に左急回頭を行い戦闘配置についた。天龍、夕張、古鷹、衣笠を「天龍型軽巡」2隻、「妙高型重巡洋艦」2隻と誤認し、魚雷4発を発射する。だが日本軍からの砲撃はなく、また行なった砲雷撃は夕張に命中した一発の盲弾を除いて外れたため、完全に戦闘の蚊帳の外であった。夕張は舷側を右から左へと撃ち抜かれていた。
こうして連合軍南方部隊は壊滅し、第八艦隊はツラギ港外に向かった。パターソンが第八艦隊を発見してから戦闘が終了するまでの間僅か6分、第八艦隊は天龍と夕張が被弾した以外全く被弾せず、一方的な攻撃に終始した。鳥海と第六戦隊は魚雷17本を発射し、2本が命中した。ただ、駆逐艦夕凪が電源故障により自艦位置不明となり、夕張と衝突しかけた。夕凪は単艦行動し、キャンベラ（オマハ級軽巡洋艦と誤認）に対して魚雷6発を発射する。1本がキャンベラに命中、キャンベラを撃沈したと信じて戦闘海域から離脱した。天龍では羅針儀が振動で故障して自艦針路不明となり、また古鷹がキャンベラとの衝突を避けるために変針し、これに従った天龍、夕張と共に鳥海等とは別行動をとることになった。二手に分かれて北上した第八艦隊であったが、これが後に思いもかけない効果を生む。

### 夜戦（連合国軍北方部隊壊滅）

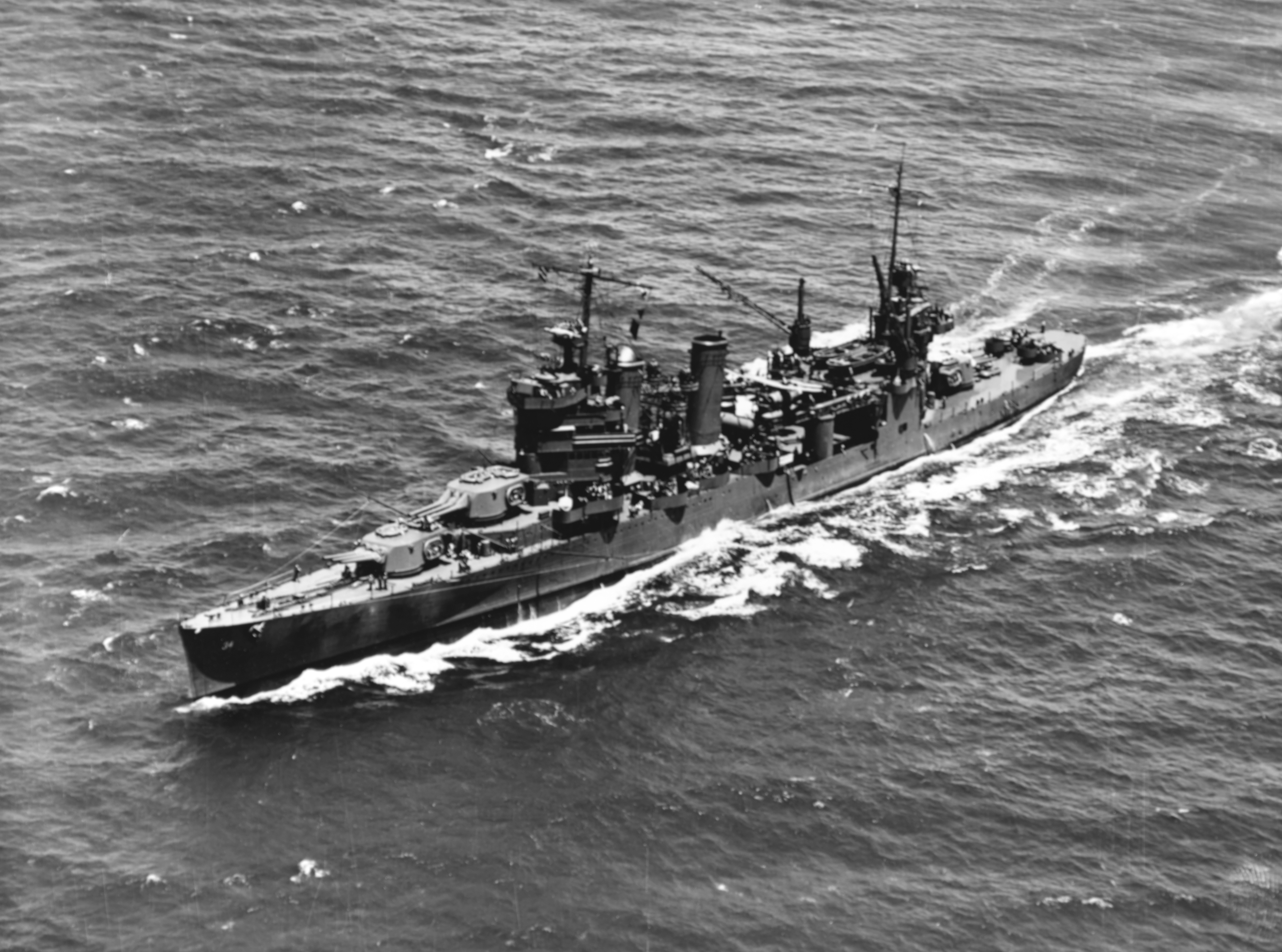
連合国軍重巡洋艦アストリア

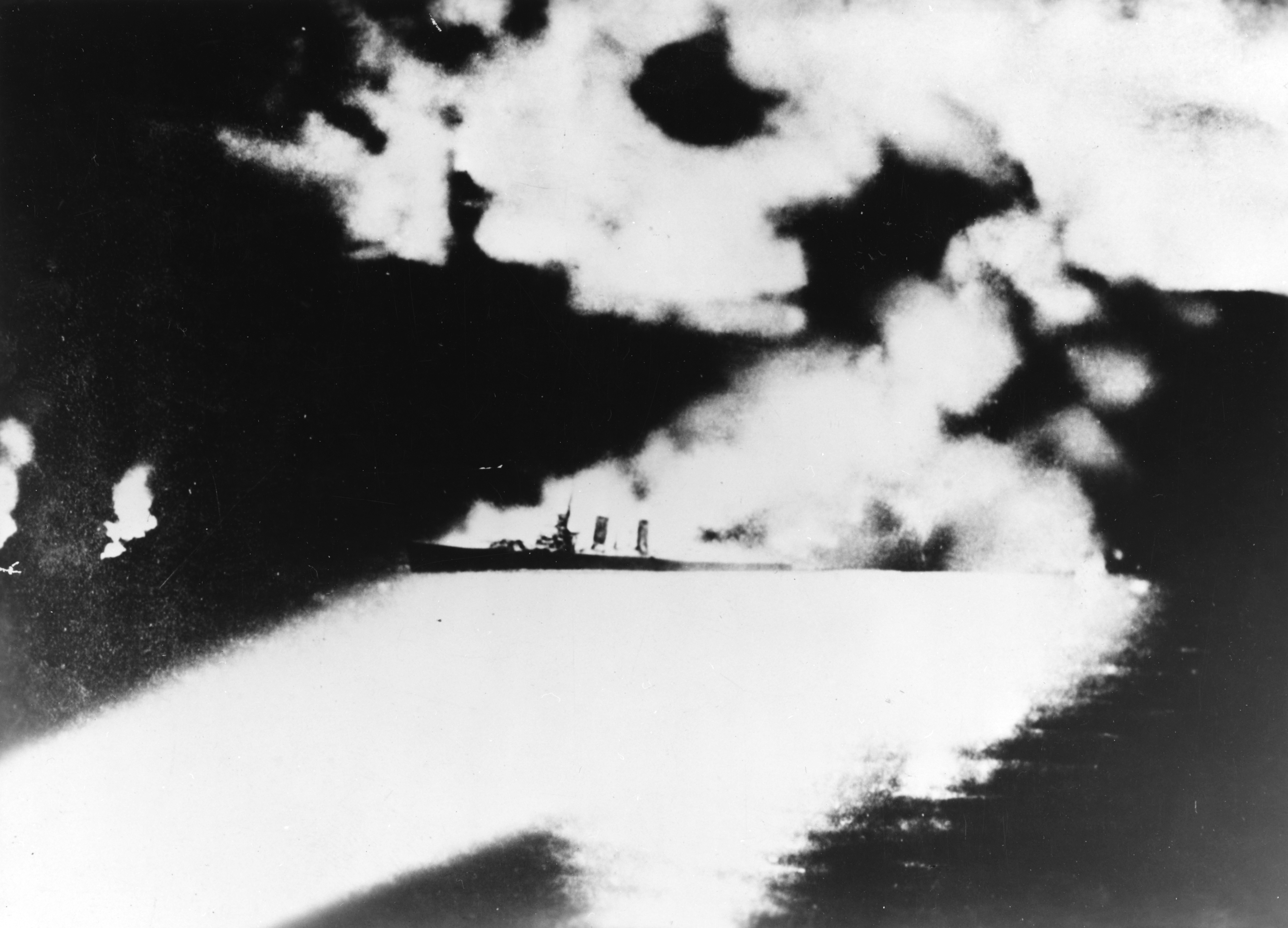
探照灯に浮かぶクインシー

鳥海はキャンベラに対して雷撃を終えた直後、艦首左方向に全く別の敵部隊がいるのを発見する。三川中将は鳥海の探照灯を照射して敵部隊の全貌を明らかにするとともに、味方に対して注意を促して突撃に移った。新たに現れたこの部隊は、米重巡ヴィンセンス艦長リーフコール大佐率いる連合軍北方部隊であった。南方部隊とは違ってヴィンセンスの乗組員は砲撃準備を整えていたが、指揮官の対応は若干遅れた。リーフコール大佐は射撃指揮官アダムス少佐に艦橋を任せて仮眠に入っており、第八艦隊と南方部隊の戦闘の砲火を見たヴィンセンスの見張員の報告によって叩き起こされた。先述した統一指揮権の問題により南方部隊の状況が全く不明であったため、眼前の砲火を南方部隊によるガ島への艦砲射撃か、侵入してきた少数の日本駆逐艦と南方部隊の戦闘であろうと思い、オーストラリアに乗るクラッチレー提督に連絡をとろうとした。そこへ突然左舷後方から鳥海の探照灯により照射される。リーフコール大佐は照射を混乱した連合軍艦隊の行為だと思った。隊内無線電話で後方の照射艦に対し「照射を止めよ、われ味方なり」と通報し、さらに旗流信号をあげた。そして20ノットに増速して一旦態勢を立て直してから南方部隊の増援に赴こうとした。彼にとって誤算だったのは、後方から接近していたのは第八艦隊主力の重巡4隻だったことである。
午後11時53分、鳥海はまず一番近い北方部隊3番艦の米重巡アストリア（鳥海はサンフランシスコ型と誤認）に対し距離5000mで主砲を斉射、すぐに命中弾を得た。また、後続の各艦も次々とアストリアに対して砲撃を加え、完全に機先を制されたアストリアは一方的に攻撃を受けた。アストリアは鳥海に向けて二斉射を放ったが、艦長は友軍艦を射撃していると考え、射撃をやめさせた。友軍艦の正体に気付いた時は既に遅く、アストリアは多数の20cm砲弾を被弾した。衣笠に対して射撃した砲弾が鳥海の一番砲塔を破壊したが、それ以上の戦果を出すことはなく、翌朝転覆沈没した。アストリアに対して有効な打撃を与えたと判断した鳥海は2番艦米重巡クインシーに対して砲撃を開始した。3斉射目でクインシーは艦中央部の艦載機に直撃弾を受けこれが炎上。格好の標的となった。これが8月9日日付変更直後の出来事である。多数の命中弾を浴び、炎上していたところに先の南方部隊との戦闘で分離した古鷹以下3隻が左舷方向から突入してきた。古鷹隊は鳥海が照射した敵艦隊を認めて突入して来たのである。北方部隊は右舷側から鳥海隊に、左舷側から古鷹隊に挟撃される形となってしまった。
クインシーはヴィンセンスとともに北に逃げたが、古鷹隊は火災を起こしていたアストリアに対して砲撃を浴びせるとクインシーに対して砲雷撃を開始する。天龍と夕張が放った魚雷がクインシーの左舷に命中した。クインシーは被弾・被雷しつつも鳥海目掛けて砲撃をしながら突撃したが、炎上した艦載機が好目標となって砲弾が集中し、翌9日午前0時35分、左に転覆、沈没した。残った一番艦ヴィンセンスは第八艦隊の砲撃を浴び、やはり艦載機が炎上する。集中砲火を浴びたため面舵反転して衣笠を砲撃し、これを撃沈したと信じた。衣笠は操舵装置に損害を受け、主機械での操舵を余儀なくされた。直後、鳥海隊から発射された魚雷が3本左舷に立て続けに命中、さらに夕張が発射した魚雷のうち1本が命中し、日付変更直後に航行不能に陥った。ヴィンセンスはこの後も更に砲撃を浴び、青葉の発射した20cm砲弾が艦橋と艦首脳を吹き飛ばした。ヴィンセンスは午前0時50分に転覆沈没した。日本軍ではこの間に重巡衣笠がツラギ港外の輸送船団目掛けて長距離調定した魚雷4本を発射したが、これは命中しなかった。さらに午前0時5分には鳥海の一番砲塔がアストリアの主砲弾直撃で破壊され、後部艦橋、作戦室にはクインシーの主砲弾が命中する。青葉も被弾し、魚雷発射管で小火災が発生した。また、北方部隊随伴のヘルム、ウィルソンはいち早く南方部隊の応援に駆けつけるべく航行していた所、日本艦隊と高速ですれ違った。あわてて反転してこれを追うも間に合わず、両艦とも無傷であったものの戦闘に殆ど参加できなかった。

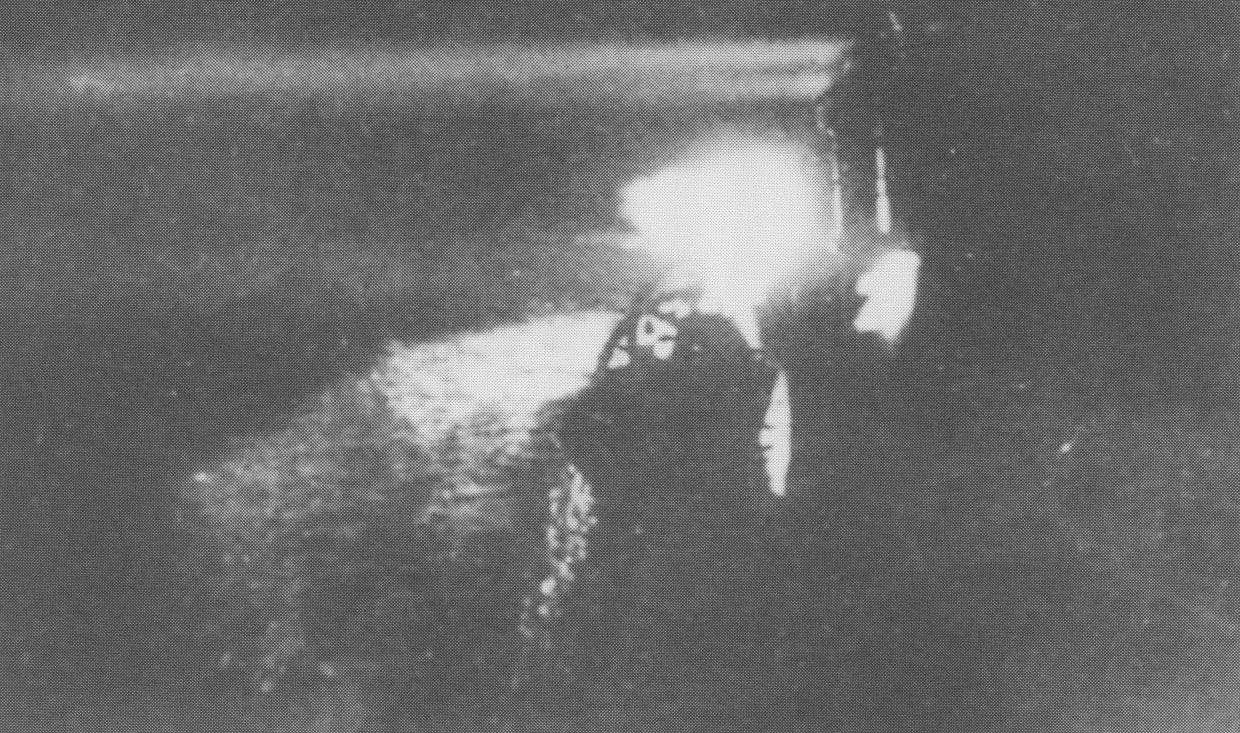
探照灯を照射する夕張

8月9日午前0時12-分、鳥海は主砲38斉射302発、高角砲120発、魚雷8本の発射を記録して射撃を中止した。加古は主砲192発、高角砲124発、魚雷10本発射である。午前0時23-25分、三川長官は戦闘終了と判断、「全軍引け」の命令を下す。バラバラになっていた各艦は単縦陣を作り直し、サボ島北方の集結地点に移動し始めた。軽巡洋艦天龍と夕張も集結すべく航行していたが、そこへ哨戒隊の一艦、米駆逐艦ラルフ・タルボットが出現した。ラルフ・タルボットはウィルソンからの誤砲撃から逃れるため、隊内無線通話で「友軍から砲撃されている」と放送していた。天龍と夕張は直ちにラルフ・タルボットに対して探照灯射撃を開始した。天龍は、ラルフ・タルボットが敵味方識別燈を点灯していたと記録している。砲撃を受けたラルフ・タルボットは利根型重巡洋艦から砲撃されていると記録し、魚雷4本を発射して反撃した。だが軽巡2隻には勝てなかった。ラルフ・タルボットは立て続けに命中弾を浴び、主砲塔は8発を撃った時点で破壊され、魚雷発射管、海図室、アイスクリームを積んだ食糧庫も吹き飛んで操舵不能・傾斜20度となった。幸運なことにスコールに包まれたため、よろめきながら離脱することが出来た。

### 第八艦隊反転せず
海戦は日本軍の大勝利に終わり、初期に離脱した夕凪も含めてサボ島北方で集結した第八艦隊では、一つの議論が鳥海の艦隊司令部で起きていた。第八艦隊再突入問題である。大きく分けて意見は二つあり、「艦隊はほぼ無傷であり、直ちに反転して連合軍輸送船団攻撃に向かうべし」、という泊地再突入論と「上空援護がない限り、艦上機の攻撃を受ける愚を犯すべきではない」という早期撤退論であった。鳥海艦長早川幹夫大佐が、「眼前の大輸送船団を放置して帰れば、飛行基地は敵の手に陥って、大変なことになる。司令部は旗艦を他に移して帰れ。鳥海一艦で敵輸送船団を撃滅する」と、特に前者を強く主張したが、大西新蔵参謀長と神重徳先任参謀が後者を進言し、結局後者を三川長官が容れて帰投命令を発した。殊勲の水上偵察機隊は、一旦ショートランド泊地に降りて燃料補給をおこない、日の出後に各艦に帰艦した。

### 「加古」沈没
第八艦隊はソロモン中央水道を30ノットの高速で避退し、夜明けまでに無事攻撃圏外に達した。9日午前8時、三川長官は同隊の解列を命じ、第六戦隊の重巡4隻はニューアイルランド島西端のカビエンへ、夕張と夕凪はショートランド泊地へ、そして鳥海、天龍はラバウル泊地へ各々分離して向かった。10日朝、第六戦隊はカビエンまで残り100浬のニューアイルランド島北方海域を航行していた。上空には青葉から発進した九四式水偵が1機前路警戒についており、既に味方の制空圏内でもあった。第六戦隊司令官五藤存知少将は各艦の速力を16ノットに落とさせ、対潜水艦運動である「之字運動」をやめさせていた。
午前7時10分、16ノットで航行していた重巡加古の見張り員が「右50度、1000m、魚のようなものがいる！」と絶叫した時には遅かった。加古艦長高橋雄次大佐は即座に面舵としたが、外軸2軸運転だったため舵の効きが悪く、結局加古の艦首、艦中央部、艦尾に1本ずつ、計3本が命中した。被雷した加古は僅か5分で沈没した。高橋の対処が素早かったために犠牲者は67名で済んだが、一瞬の気の緩みを衝かれた損害であった。救出された高橋に、五藤は自らの判断が誤りだったと謝罪している。加古を雷撃したのは米潜水艦S-44であった。この潜水艦は潜望鏡を出さず、聴音を頼りに距離650mから魚雷4本を発射し、即座に退避していった。
勝利に湧いていた第六戦隊の空気は、一転して沈痛なものになったという。加古の生存者は近隣の島に上陸し、駆逐艦卯月や大発動艇に救助されてカビエンへ移動。同地で青葉、古鷹、衣笠に収容されたのち、給油艦石廊に乗りラバウルへ去った。

## 結果
本海戦では日本海軍が一方的な勝利を収め、その夜戦能力の高さを示した。第八艦隊は「重巡洋艦4隻、甲巡3隻大火災沈没確実（戦藻録）、軽巡洋艦1隻、駆逐艦6隻撃沈。軽巡洋艦1隻、駆逐艦2隻撃破」を主張した。これを受けた大本営は、第二十五航戦があげた誤認戦果をあわせ、「米甲巡洋艦6隻、英甲巡洋艦2隻、米乙巡洋艦1隻、英乙巡洋艦1隻、艦型未詳乙巡2隻、駆逐艦9隻、潜水艦3隻、輸送船10隻」「戦艦1隻、重巡洋艦4隻、軽巡洋艦4隻、輸送船10隻撃沈。甲巡1隻撃破、輸送船4隻撃破・大破、戦闘機49機、爆撃機9機撃墜。味方航空機21機喪失、巡洋艦2隻損傷」と華々しい大本営発表を行った。そして本海戦を「第一次ソロモン海戦」と命名する。
実際の戦果は、豪重巡洋艦キャンベラ、米重巡洋艦アストリア、クインシー、ヴィンセンスを撃沈し、重巡洋艦シカゴ、駆逐艦ラルフ・タルボット、パターソンが大破というものだった。また9日昼間、駆逐艦ジャービスがターナーの命令に背いて独自に戦場を離脱し、第二五航空戦隊に撃沈された。アメリカ軍は、この艦も第一ソロモン海戦の被害に加えている。連合軍艦隊は471発を発射して最低10発が命中した。
日本側の損害は、鳥海が一番砲塔と後部艦橋を破壊された。青葉は被弾により2番魚雷発射管が炎上、1番・2番魚雷発射管が使用不能になった。加古と古鷹については、被害報告はなかった。なお、古鷹の戦闘詳報は戦後アメリカに送られ返還されなかった。衣笠は左舷舵取機室が故障し、第一機械室に火災が発生した他、若干の浸水があった。天龍と夕張の被害は最小だった。第八艦隊は1844発を発射し、159 - 223発を命中させた。
この攻撃では、ツラギ奪還に向かうはずだった海軍陸戦隊輸送船団がアメリカ潜水艦の攻撃で撃退されたため、ガダルカナル・ツラギの早期奪還作戦は頓挫した。さらに本来の主目的であったはずの上陸船団への攻撃は行われなかったため、まだ揚陸されていなかった重装備などは無傷であった。だが連合軍は日本軍の攻撃を懸念し、輸送船団は揚陸作業を中止。重装備も揚陸したものの数は少なく、大半の重装備とレーダー設備やを積みこんだまま上陸船団は退避した。上陸船団の攻撃は行われなかったものの、物資の揚陸作業を妨害し中止に追い込んだため、第八艦隊の攻撃は一定の効果をあげた。ミクロで見れば重装備も含む物資を一定数揚陸したものの、マクロでは予定量より少なくアメリカ軍海兵隊の物資に欠乏し、1日の食事は2食に制限された。この状況下でアメリカ海兵隊は一木支隊と対峙し、この戦闘で多くの物資を消耗し危機に陥ったが戦闘後にアメリカ軍は膨大な軍需品のガダルカナル揚陸に成功し、飛行場および橋頭堡が強化された。アメリカ軍はこの基地をカクタス基地、飛行場はヘンダーソン飛行場と名づけ、後の海戦で重要な役割を担うことになった。こういった見地から、この海戦は日本側の戦術的勝利、戦略的敗北（限定的な戦略的成功）となり、後の一連のソロモンの戦い（第二次ソロモン海戦、第三次ソロモン海戦）に影響を与えることとなる。しかし、たとえ第八艦隊が揚陸物資と輸送船団を完全破壊したところで、連合軍の圧倒的物量と輸送能力、ガダルカナル島がオーストラリアに近いという地理的関係上、また零式艦上戦闘機の航続距離の関係から日本軍の制空権掌握に限界があった以上、最終的な結果は変わらなかったという意見もある。
ガダルカナル奪回作戦を担当する第17軍の参謀長である二見秋三郎陸軍少将の日記には、第八艦隊が敵空母を恐れて退避した事への不満と、ポートモレスビーの占領を急がねばならないという決意が書かれている。海軍では敵輸送船を結果として殲滅（）できなかった（最終目的を果たさなかった）事に山本五十六連合艦隊司令長官は激怒し、第八艦隊の海戦功績明細書に「こんなものに勲章をやれるか」とその報告書を握り潰そうとした。しかし、連合艦隊参謀の説得を受け功績を認めたという。ただし、山本五十六は三川の第八艦隊が事前に提出した夜間強襲作戦に消極的であり、打って変わったような対応となった。また山本の幕僚である宇垣纏参謀長も、第八艦隊の行動を「損害少なく弾薬もまだあるのに、なぜ撤退する必要があるのだ」と批判しているが、同時にガダルカナル島周辺の偵察をおざなりにしている航空隊と潜水艦に対しても「本作戦の重要性をまったくわかっていない」と指摘している。
今後のガダルカナル島での戦いの帰趨を変える可能性があった船団への攻撃が行われなかった理由は、アメリカ空母部隊による航空攻撃への恐れから、早期退避の必要があったという有力な見方がある。鳥海の戦闘報告書は「小成に甘んじてしまった」と評している。海軍反省会では、海軍兵学校での伝統教育である海上決戦至上主義的心理が司令官の判断に与えた影響が大きかったのではないかと振り返っている。日本海軍は「艦隊決戦主義」を標榜しており、輸送船破壊等の通商破壊活動を全く考慮しないという風土があった。その為、山本が指示した輸送船殲滅という目的の本質を八艦隊の幕僚は理解しておらず、山本自身も、輸送船破壊の目的と意図を八艦隊に説明しなかったため、結果として敵戦闘艦の殲滅だけで目的を達成したと八艦隊は勘違いしたということである。
一方で、当時の永野修身軍令部総長が第八艦隊司令長官三川中将に対して「無理な注文かもしれんが日本は工業力が少ないから、極力艦を毀（）さないようにして貰いたい」という注意を与えていたことが早期退避の決定に影響を与えたという説もある。艦隊参謀であった大前敏一の戦後の証言によると「米空母部隊の無線交信が『鳥海』でも盛んに聞こえていたことが敵空母が近距離に存在していると判断する材料になり、早期撤退の結論に達した」ということであるが、敵機動部隊は南方洋上遠くにあり戦闘圏内にはいなかった。だが米機動部隊では、空母ワスプのフォレスト・シャーマン艦長（後、太平洋艦隊航空参謀長）がフレッチャー司令官に日本軍の追撃を再三要請していた。シャーマンの要請はフレッチャーの消極性によって却下されたが、もし米機動部隊が積極的に第八艦隊を追撃していたら、被害は加古撃沈どころではなかったとされる。大西新蔵第八艦隊参謀長は、第八艦隊の離脱が遅延してアメリカ軍機動部隊によって大損害を受けていれば、たとえ輸送船団を撃滅しても、泊地に再突入しなかったのと同じように批判されるだろうと述べている。
三川は船団を攻撃しなかったことについて、軍艦を「もう一隻でも失ってはいけないという条件が課されていた」、「突入以前に、敵機動部隊の蠢動が察知され、（中略）夜明け前に敵の航空圏外に脱出しなければ危険だ、と判断した」と記している。また、ラバウルで陸軍の強さを吹き込まれて、それを信じており、艦が惜しかったので陸軍に後を任せたのだが、「陸軍があんなに弱いとは思わなかった」とも記している。
戦術的に完敗したアメリカ軍は苦渋に満ちており、戦後、太平洋戦史を著したS.E.モリソンは以下のようにこの海戦をまとめている。
二カ月後のサボ島沖夜戦（エスペランス岬沖海戦）においては、第一次ソロモン海戦でアメリカ軍が犯したものと同じミス（索敵の不十分、敵味方の誤認）を日本軍が犯すことになった。

## 影響
日本軍ではミッドウェーの大敗北で士気が下がっていたところにこの大勝利があり大いに士気が上がったという。この作戦立案をした神重徳大佐は「作戦の神様」として祭り上げられることとなり、後々の彼の立てた無謀な作戦も比較的容易に採用されるようになる。一方、日本軍航空隊で顕著だった戦果誤認問題は尾をひいた。輸送船1隻、駆逐艦2隻大破、戦闘機16機撃墜の戦果に「大巡1隻撃沈、軽巡2隻火災沈没確実、軽巡洋艦1隻大破傾斜、駆逐艦2隻撃沈、輸送船9隻撃沈、輸送船2隻火災、敵戦闘機48機、爆撃機5、中型機1撃墜」と報告した日本軍航空隊の認識力は、台湾沖航空戦の大誤報がレイテ沖海戦に繋がったように、日本軍の作戦そのものに影響を与え続けた。宇垣纏連合艦隊参謀長は「視認判定の戦果と実情とは相当の差ある事を覚悟すべし。毎日の戦果敵情に連れて刻々の情況判断を新にし計画の変更に備ふべきを命ず」と述べている。本海戦以降、第八艦隊も日本海軍航空隊の戦果報告を信用しなくなり、実戦果は1⁄10程度と見積もるようになったが、これは友軍にも内密であったという。
また、この海戦勝利の影で夜戦での探照灯による照射砲撃が持つ危険性（照射艦が敵艦隊から集中砲撃を浴びる）というものが戦訓として考慮されなかった。軽巡天龍は探照灯を破壊された。重巡鳥海は小破で済んではいるが、20センチ砲弾6発（1番砲塔、艦橋3、煙突上部、マスト）、12.7センチ砲弾4発を被弾していた。特に鳥海艦橋後方の作戦室を貫通した砲弾が炸裂していたら、壁一枚隔てて艦橋内にいた司令部メンバーはほぼ全員戦死していたであろうといわれている。実際、これらの盲弾の命中だけで艦は小破で済んでいるにもかかわらず鳥海だけで戦死34名、重軽傷48名という人的損害を出している。死傷者の中には第一砲塔内で戦死した15名の他、旗甲板で戦闘を観戦していた非戦闘配置員が多数含まれていた。さらに青葉では第二次戦闘中に機銃弾が魚雷に命中し、火災が発生した。杉浦一等水兵の決死消火作業により火災は収まったが、轟沈の危険性もある状況であった。
他にも鳥海の損傷が味方の大勝に隠れて軽視され、また連合軍の弾薬が粗悪なのを連合軍に気づかせぬためにこの損傷結果を三川長官が緘口令（）を敷いて極秘にした結果が、第3次ソロモン海海戦での戦艦比叡の喪失に結びつくこととなった。とはいえ、連合軍側でも弾薬の問題は気付いており、米重巡シカゴが戦闘時に発射した照明弾は44発発射してわずか6発しか炸裂せず、また8日の航空攻撃で損傷、放棄された輸送船ジョージ・F・エリオットを処分するために米駆逐艦から発射された魚雷4本は全弾命中したにもかかわらず、炸裂したのは僅か1本であった。1943年7月24日には、アメリカの潜水艦ティノサ(USS Tinosa, SS-283)が給油船第三図南丸に魚雷12発を命中させ、炸裂したのは2本という事態に至る。この欠陥の原因は魚雷の実戦用テストが全く行われていなかったためであり、潜水艦部隊司令官チャールズ・A・ロックウッド少将が1943年8月に行った実験によってようやく解決へ向かった。
加古沈没の原因については、日本海軍の艦艇、特に巡洋艦は他の列国の新造艦では廃止される傾向にあった中央隔壁をどの艦にも設けたが、これは船体強度と剛性に優れる反面、魚雷命中等、何らかの要因で艦が浸水した場合に、隔壁によって片舷のみが浸水した場合被害の程度によるが、迅速に反対舷に注水しないと傾斜し、転覆しやすくなる欠点があった。。
加古の損失について宇垣纏連合艦隊参謀長は『戦藻録』に「道は九十九里を以て半すとの格言に相當するに非ざるか」と著した。チェスター・ニミッツ（当時太平洋艦隊司令長官）は潜水艦による加古喪失の効果について「アメリカ軍の惨敗をとにかく埋め合わせた」、「後日、日本海軍が東京急行に水上兵力を投入するにあたり、ずっと慎重で消極的な方法をとらせることになった」と指摘している。
アメリカ軍はこの敗北に対してヘプバーン委員会として知られるアメリカ海軍の本海戦に関する公式の調査委員会が組織され、引き続いて海戦に関する報告書を作成した。委員会は1942年12月以降海戦に関わった殆どの連合軍将校から数か月かけて事情聴取を行った。委員会は、唯一シカゴのボード艦長のみ懲戒処分にあたると勧告した。報告は他の連合軍将校達、すなわちフレッチャー、ターナー、マッケーン、クラッチレーの各提督とリーフコール艦長については処分を求めなかった。ターナー、クラッチレー、マッケーンの各提督の以後の経歴は本海戦の敗北や、その中での失策によって影響されなかった。しかしながらリーフコール艦長は二度と艦長になることはなかった。ボード艦長は、委員会の報告がとりわけ彼に対して批判的であると知ると、1943年4月19日にパナマ運河地帯にある基地で自殺を図り、翌日に死亡した。

## 損害

### 日本
- 損傷
  - 重巡：鳥海、青葉、衣笠
- 戦死者：58名
- その他沈没・戦死者 
  - 重巡：加古（戦死68名、戦場離脱中、潜水艦雷撃による）

### 連合軍
- 沈没
  - 重巡：キャンベラ (HMAS Canberra, D33)、ヴィンセンス (USS Vincennes, CA-44)、クインシー (USS Quincy, CA-39)、アストリア (USS Astoria, CA-34)
- 損傷
  - 重巡：シカゴ (USS Chicago, CA-29)
  - 駆逐艦：ラルフ・タルボット、パターソン
- 戦死者：1,023名
- その他沈没・戦死者
  - 駆逐艦：ジャービス（戦死247名、戦場離脱中、第二五航空隊の空襲による）

## 題材にした作品
- ザ・パシフィック

Part One（第1話）
- アニメンタリー 決断

第一次ソロモン海戦（第13話）
- ジパング

サジタリウスの矢（第12話）